# Beril Dedeoğlu

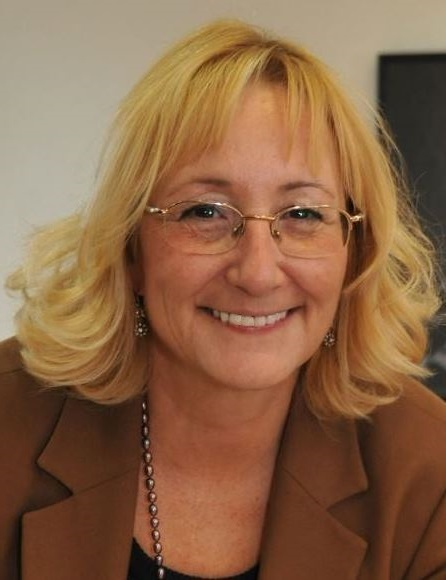
Beril Dedeoğlu

 Hatice Beril Dedeoğlu  (geboren am 9. Dezember 1961 in Ankara; gestorben am 13. März 2019) war eine türkische Politikerin, die Europaministerin (22. September 2015 – 17. November 2015 im Kabinett Davutoğlu II) war. Sie absolvierte ein Studium der Volkswirtschaft an der Universität Istanbul. Sie war parteilos.